# Горохов, Юрий Иванович
Юрий Иванович Горохов (1 (по новому стилю — 14) августа 1921 — 1 января 1944) — командир эскадрильи 162-го истребительного авиационного полка 309-й истребительной авиационной дивизии 1-й воздушной армии, участник Великой Отечественной войны, капитан Рабоче-крестьянской Красной Армии, Герой Советского Союза (1944).

## Биография
Родился 1 (по новому стилю — 14) августа 1921 года в деревне Федосцыно (ныне — Заволжский район Ивановской области) в крестьянской семье. С 1933 года с родителями переехал в Кинешму, где окончил школу-семилетку, среднюю школу № 4 (ныне Лицей имени Д. А. Фурманова). По окончании школы с 1937 года работал токарем на заводе имени Калинина. Одновременно занимался в Кинешемском аэроклубе имени С. А. Леваневского.
В ноябре 1938 года был призван на службу в Рабоче-крестьянскую Красную Армию. В 1939 году окончил 1-е Чкаловское военное авиационное училище лётчиков. Служил в Чите, где встретил начало Великой Отечественной войны. С июля 1941 года — в действующей армии. Принимал участие в боях на Западном фронте. С 1943 года летал на именном истребителе ЯК-7 «Александр Пушкин», построенным на средства, сданные в Фонд обороны писателем Иваном Новиковым.
К сентябрю 1943 года будучи капитаном командовал эскадрильей 162-го истребительного авиаполка 309-й истребительной авиадивизии 1-й воздушной армии Западного фронта. К тому времени он совершил 307 боевых вылетов, принял участие в 57 воздушных боях, сбив 16 самолётов противника лично и 10 — в группе.
К началу 1944 года совершил около 400 боевых вылетов, принял участие в более чем 70 воздушных боях, сбив 17 самолёта противника лично и ещё 8 — в группе.
Погиб в воздушном бою 1 января 1944 года, похоронен в братской могиле у деревни Красная Горка Краснинского района Смоленской области.
Указом Президиума Верховного Совета СССР «О присвоении звания Героя Советского Союза офицерскому составу военно-воздушных сил Красной Армии» от 4 февраля 1944 года за «образцовое выполнение боевых заданий командования на фронте борьбы с немецкими захватчиками и проявленные при этом отвагу и геройство» был удостоен посмертно высокого звания Героя Советского Союза.
Также был награждён орденом Ленина, тремя орденами Красного Знамени, орденом Александра Невского, орденом Отечественной войны 1-й степени, а также рядом медалей.

## Память
В честь Горохова названы улицы в Заволжске и Кинешме Ивановской области. В Кинешме на Вичугской улице Горохову посвящён военный мемориал.
В парке культуры и отдыха Кинешмы есть берёзовая аллея Героев, одна из берёз посажена в честь Юрия Горохова. В парке находится макет самолёта ЯК-7 «Александр Пушкин». О Горохове написаны книга: Кирпонос Е., Новикова М. На самолёте «Александр Пушкин» (1981), и ряд статей.